# Берека (село)
Бере́ка (укр. Берека) — село в Первомайском районе Харьковской области Украины. Является административным центром Берекского сельского совета, в который, кроме того, входит посёлок Тройчатое.
Население по переписи 2001 года составляет 983 (454/529 м/ж) человека.
Код КОАТУУ — 6324581001.

## Географическое положение
Село Берека находится на реке Берека, недалеко от её истоков. Село вытянуто вдоль реки на 7 км. Ниже по течении в 4 км расположено село Алексеевка.
В 3-х км находится посёлок Тройчатое и железнодорожная станция Тройчатое.

## История
- На окраинах села археологами найдены остатки двух поселений периода бронзы (II тыс. до н. э.) и двух поселений салтово-маяцкой культуры (VIII—X в.в.).
- 1675 год — дата основания.
- В XIX веке село Берека было центром Берецкой волости Змиевского уезда Харьковской губернии[2].
- 1870 год — открыт Свято Вознесенский православный храм, который частично сохранился до настоящего времени.
- В конце XIX века в Береке работала каменоломня хорошего жернового камня[3].
- В 1923 году организовано первое коллективное хозяйство «Вільний плугатар».
- В 1992 году образованы фермерские хозяйства Умрихина, Жидковой, Мясникова, Кобелева, Чуйковой, Симанович, «АЛАС» Меняшевой, Щербины, Золотухина[4].

## Экономика
- Молочно-товарная ферма фермера Кобелева Р. А.
- ЗАО «Лихачевская мебельная фабрика».
- ООО-АФ «АГРОКОМПЛЕКТ».

## Объекты социальной сферы
- Школа.
- Почтовое отделение связи.
- Медпункт.
- Сельский совет.

## Достопримечательности
- Братская могила советских воинов и памятный знак воинам-односельчанам. Похоронено 1114 воинов, среди которых Петрухин Филипп Иванович[5], Гордиенко Денис Афанасьевич[6], Нерсосьян Шамовен Медросович[7] и др.

## Религия
- Свято-Вознесенский храм. Освящён в 1870 году, в настоящее время ведутся ремонтные работы.